# Wilhelm Steinitz
Wilhelm Steinitz (Praga, 18 maggio 1836 – New York, 12 agosto 1900) è stato uno scacchista austriaco naturalizzato statunitense dal 1888, primo campione del mondo di scacchi dal 1886 al 1894.
Steinitz è considerato il "padre degli scacchi moderni" per aver introdotto i concetti del gioco posizionale, che oggi sono alla base della pratica scacchistica. È stato definito «il Michelangelo degli scacchi» per la sua appassionata dedizione a questo gioco.
Garri Kasparov ha detto di lui: "Il suo insegnamento ha segnato un punto di svolta nella storia degli scacchi. Con Steinitz inizia l'era degli scacchi moderni. Il contributo del primo campione mondiale all'evoluzione degli scacchi è paragonabile alle grandi scoperte scientifiche del XIX secolo".

## Biografia
Steinitz nacque a Praga (allora parte dell'Impero austriaco, oggi capitale della Repubblica Ceca) da una famiglia di ebrei osservanti. Il padre, Josef Solomon Steinitz, era un piccolo commerciante di materiali ferrosi. Iniziò a giocare a scacchi all'età di 12 anni, ma il suo interesse verso il gioco si sviluppò durante gli studi al Politecnico di Vienna.
A seguito degli exploit di Paul Morphy e dei primi grandi tornei internazionali, a cavallo della metà dell'Ottocento gli scacchi conobbero una popolarità sempre maggiore tra i diversi ceti sociali. Steinitz pensò bene di sfruttare la sua abilità scacchistica nei caffè viennesi, giocando per soldi e pagandosi così gli studi universitari.
Steinitz si sposò nel 1860 in Inghilterra con Caroline Golder, dalla quale nel 1866 ebbe la figlia Flora (che morì nel 1888 all'età di 21 anni). Caroline morì nel 1892 e in seguito Steinitz si risposò negli Stati Uniti. Dalla seconda moglie ebbe due figli.

### Carriera scacchistica
A 26 anni si laureò campione di Vienna e, grazie a contributi raccolti tra i suoi sostenitori, si iscrisse al torneo di Londra del 1862. Il torneo fu vinto dal tedesco Adolf Anderssen col punteggio di 11/12 e Steinitz si classificò al sesto posto. Vinse però il premio di bellezza per la partita contro Augustus Mongredien. Dopo il torneo disputò un match con l'italiano Serafino Dubois, che si era classificato quinto. La vittoria in questo match (+5 -3 =1) fu determinante, come dichiarò successivamente, nella scelta di dedicarsi completamente agli scacchi. Decise di rimanere a Londra, poiché la capitale inglese era allora a tutti gli effetti il più importante crocevia degli scacchi europei.
Nel 1866 lanciò una sfida ad Anderssen, da molti ritenuto il campione del mondo virtuale, benché tale titolo non fosse ancora ufficialmente esistente (aveva vinto il torneo di Londra 1851, il primo torneo internazionale della storia degli scacchi). Il match si giocò a Londra e terminò il 10 agosto a favore di Steinitz (8 vittorie e 6 sconfitte). Steinitz sostenne sempre che tale data era quella di inizio del suo "regno" di campione del mondo.

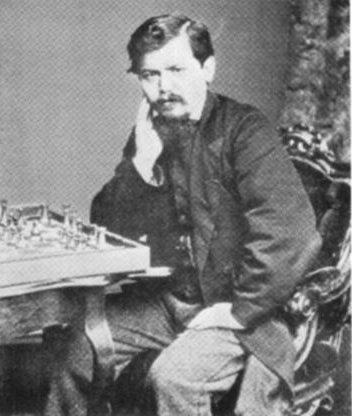
Steinitz nel 1866, all'epoca del match con Anderssen

Steinitz fu anche divulgatore di importanti concetti relativi al gioco degli scacchi, perché secondo lui ogni sconfitta era dovuta ad un errore del difensore e molti dei brillanti attacchi in voga a quell'epoca non avrebbero avuto successo con un'accorta e precisa difesa. Cercò ovviamente di dimostrare queste affermazioni nelle partite da lui disputate.
Nel 1870 si classificò secondo, dietro ad Anderssen, al torneo di Baden-Baden, considerato il più forte disputato fino ad allora. Nel 1873 vinse il torneo di Vienna, davanti a Blackburne e Anderssen. Nel 1876 giocò un match a Londra con Blackburne, vincendo per +7 -0 =0.
Dal 1873 successe a Samuel Boden nella redazione della rubrica di scacchi del popolare mensile The Field, suscitando a volte delle polemiche col suo stile diretto. Dopo la fondazione nel 1879 del Chess Monthly da parte di Johannes Zukertort e Leopold Hoffer cominciò una "guerra dell'inchiostro" tra le due riviste, che si inasprì quando Steinitz criticò le analisi di Hoffer alle partite del congresso di Berlino del 1881. Zukertort prese le difese di Hoffer e Steinitz gli propose di appianare il dibattito con un match, cosa che Zukertort rifiutò.
Nel 1882 vinse, alla pari con Simon Winawer, il forte torneo a doppio girone di Vienna con 24 punti su 34 (+20 –6 =8), davanti a James Mason con 23 punti, George Mackenzie e Johannes Zukertort con 22,5 punti. Deluse Michail Čigorin, che terminò al 12º-13º posto con Schwartz. Al terzo turno Mackenzie trovò un perpetuo in posizione altrimenti persa, ponendo fine ad una serie ininterrotta di 25 vittorie di Steinitz. Questo costituisce un record scacchistico che dura tuttora per giocatori di alto livello.
Steinitz era anche un forte giocatore di scacchi alla cieca (giocò fino a sei partite in simultanea alla cieca), superato forse in questo tipo di gioco, nella sua epoca, solo da Paul Morphy, Joseph Blackburne e Harry Nelson Pillsbury.
Nel 1883 si tenne a Londra un torneo storico, perché per la prima volta si usava un orologio meccanico e 14 dei migliori giocatori dell'epoca si affrontarono, con la vittoria finale di Zukertort (allievo di Anderssen), che sopravanzò Steinitz di tre punti. Dopo questo torneo Steinitz si trasferì negli Stati Uniti ed iniziò la preparazione per il match valido come campionato del mondo. Il 23 novembre 1888 ottenne la cittadinanza americana, cambiando il proprio nome da Wilhelm a William.
Nel gennaio 1885 fondò a New York la rivista The International Chess Magazine, della quale era il principale redattore, che continuò le pubblicazioni fino al 1891.

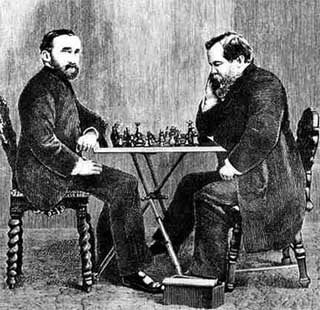
Zukertort e Steinitz nel match del 1886

### Campione del mondo
L'11 gennaio 1886 iniziò a New York il match Steinitz-Zukertort, il primo campionato del mondo ufficiale. Il regolamento prevedeva partite in diverse città americane: New York, Saint Louis e New Orleans. Il titolo di campione del mondo sarebbe andato al giocatore che avesse raggiunto per primo le 10 vittorie.
Dopo la prima parte Zukertort era in vantaggio per 4 a 1, ma nella seconda fase, a Saint Louis, Steinitz pareggiò i conti: 4 a 4. Trasferitisi a New Orleans, il match continuò in equilibrio fino alla 15ª, quando Steinitz sopravanzò di una vittoria l'avversario: 6 a 5. Le seguenti cinque partite mostrarono un crollo psicofisico di Zukertort, che alla fine cedette, esausto: 10 a 5 il punteggio finale (+10 -5 =5). Dopo il match Zukertort tornò in Europa, dove morì due anni dopo a soli 64 anni.
Steinitz visse anche grazie alla fama di campione del mondo ed ai guadagni ricavati giocando a scacchi; questi non furono però sufficienti a garantirgli la tranquillità economica ed una decorosa pensione. Per questo motivo fu costretto a giocare il più possibile allo scopo di mantenersi. Nel 1889 pubblicò a New York il libro The Modern Chess Instructor, in cui sono illustrate le sue idee sul gioco posizionale. 
Non partecipò al grande torneo di New York 1889 (vinto alla pari da Michail Čigorin e Max Weiss), ma accettò di curare l'edizione del libro del torneo, che fu pubblicato nel 1891 con il titolo The Book of the Sixth American Chess Congress, contenente 432 partite da lui commentate.
Il suo dominio durò fino al 1894 e vinse altre tre sfide mondiali: contro il russo Michail Čigorin a L'Avana nel 1889, contro l'ungherese Isidor Gunsberg a L'Avana nel 1890 e ancora contro Čigorin a L'Avana nel 1891.

### Perdita del titolo

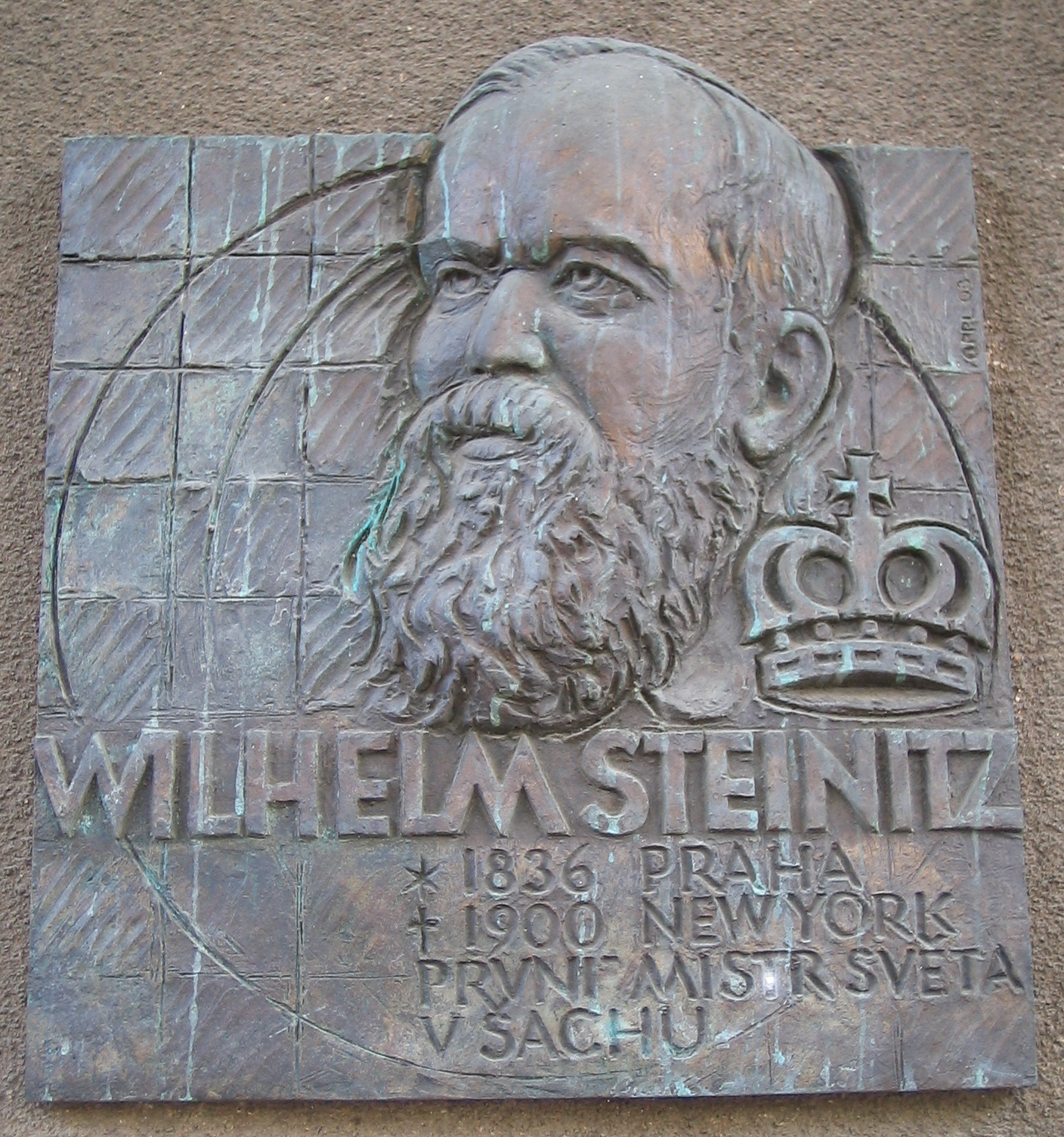
La targa dedicata a Steinitz nel quartiere Josefov di Praga

Nel 1894, in un match giocato a New York, Filadelfia e Montréal, perse la sfida contro il tedesco Emanuel Lasker (+5 -10 =4). L'ultima partita si svolse il 26 maggio. Era la fine del suo regno di primo campione del mondo, durato ufficialmente otto anni, ma più di 27 se si parte da quando vinse il match con Anderssen nel 1866.

Lasker ebbe però parole di stima nei confronti del suo avversario, affermando: "Steinitz non è più giovane, all'età di 58 anni non si hanno più energie sufficienti per sostenere una sfida di questo livello. Le sue partite rimarranno sempre dei classici". Due anni dopo si svolse a Mosca un match di rivincita; Steinitz non era in buone condizioni di salute e Lasker vinse ancor più nettamente (+10 –2 =5).
Steinitz continuò a disputare molti tornei: fu 1º a New York 1894, 5º (su 22 giocatori) nel grande torneo di Hastings 1895 (dove vinse il premio di bellezza per la sua partita con von Bardeleben), 2º nel quadrangolare di San Pietroburgo 1895, dietro a Lasker, 6º a Norimberga 1896, 1º ex aequo con Samuel Lipschütz a New York 1897, 4º a Vienna 1898, 5º a Colonia 1898.

### Risultati con alcuni avversari
Di seguito sono riportati i risultati complessivi con alcuni dei principali avversari. Sono considerate solo le partite ufficiali di torneo o match.
Adolph Anderssen  +11 –11 =0 

Joseph Blackburne  +21 –9 =8 

Johannes Zukertort  +19 –9 =12 

Louis Paulsen  +7 –2 =0 

Michail Čigorin  +26 –25 =8 

Isidor Gunsberg  +7 –4 =9 

Simon Winawer  +7 –3 =1 

William Bird  +17 –9 =7 

James Mason  +4 –1 =3 

Samuel Rosenthal  +3 –3 =3 

Cecil De Vere  +8 –1 =1 

Gustav Neumann  +2 –0 =4 

George Mackenzie  +7 –1 =3 

Jackson Showalter  +4 –2 =1

Siegbert Tarrasch  +3 –0 =1 

Carl Schlechter  +3 –4 =3 

Nelson Pillsbury  +6 –5 =3 

Emanuel Lasker  +8 –26 =12 

### Ultimi anni
Lo stress causato dal gioco ad altissimo livello ebbe probabilmente devastanti effetti sulla sua mente, tanto che passò la parte finale della sua vita in istituti per malattie mentali. Morì il 12 agosto 1900 nel Manhattan State Hospital sull'isola di Ward, poverissimo.